# Gegeneophis carnosus
Gegeneophis carnosus é uma espécie de anfíbio gimnofiono da família Caeciliidae. É endémica da Índia. Esta espécie é subterrânea e não está dependente da água para a reprodução.